# Svitlana Krachevska
Svitlana Krachevska (apparaissant aussi au palmarès sous les noms de Svetlana Krachevskaya, d'Esfir Krachevska ou Esfir Dolzhenko), née le 23 novembre 1944 en RSS d'Ukraine, est une athlète soviétique, spécialiste du lancer du poids. 
Elle remporta une dernière médaille olympique aux Jeux olympiques d'été de 1980 à Moscou, l'argent, partageant le podium avec deux allemandes de l'Est Ilona Slupianek (or) et Margitta Pufe (bronze).

## Palmarès

### Jeux olympiques d'été
- Jeux olympiques d'été de 1972 à Munich ( Allemagne)
  - 4e au lancer du poids
- Jeux olympiques d'été de 1976 à Montréal ( Canada)
  - 9e au lancer du poids
- Jeux olympiques d'été de 1980 à Moscou ( Union soviétique)
  -  Médaille d'argent au lancer du poids

### Championnats d'Europe d'athlétisme
- Championnats d'Europe d'athlétisme de 1974 à Rome ( Italie)
  - 8e au lancer du poids
- Championnats d'Europe d'athlétisme de 1978 à Prague ( Tchécoslovaquie)
  - 4e au lancer du poids

### Championnats d'Europe d'athlétisme en salle
- Championnats d'Europe d'athlétisme en salle de 1974 à Göteborg ( Suède)
  - 7e au lancer du poids
- Championnats d'Europe d'athlétisme en salle de 1975 à Katowice ( Pologne)
  - 4e au lancer du poids
- Championnats d'Europe d'athlétisme en salle de 1976 à Munich ( Allemagne de l'Ouest)
  -  Médaille d'argent au lancer du poids
- Championnats d'Europe d'athlétisme en salle de 1977 à Saint-Sébastien ( Espagne)
  - 5e au lancer du poids